# Flamminivett
Flamminivett (Pericrocotus igneus) är en fågel i familjen gråfåglar inom ordningen tättingar.

## Utbredning och systematik
Flamminivett delas in i två underarter:
- Pericrocotus igneus igneus – förekommer i Myanmar, Västmalaysia, Sumatra, Borneo och näraliggande öar samt på Palawan
- Pericrocotus igneus trophis – förekommer på ön Simeulue (utanför Sumatra)

## Status
Arten har ett mycket stort utbredningsområde, men tros ha minskat relativt kraftigt i antal på grund av omfattande skogsavverkningar, så pass att internationella naturvårdsunionen IUCN kategoriserar den som nära hotad.

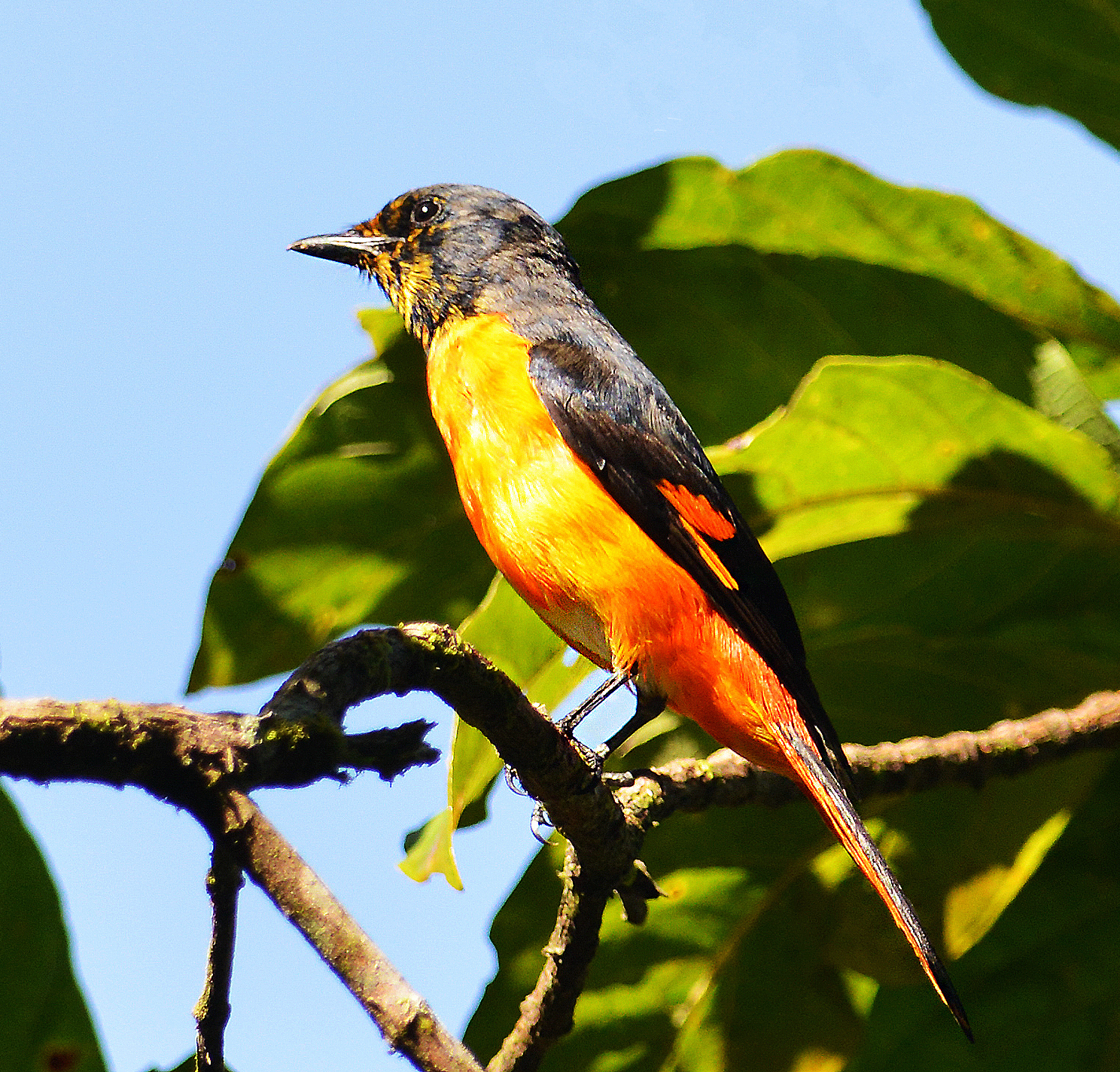